# Evolution (album des Hollies)
Pour les articles homonymes, voir Évolution.
Albums de The Hollies
For Certain Because...
(1966) Butterfly
(1967)
Evolution est le sixième album studio du groupe The Hollies, sorti en 1967. Il est marqué par l'influence du psychédélisme alors à la mode, comme en témoigne sa pochette, œuvre du collectif artistique néerlandais The Fool.

## Titres
Toutes les chansons sont écrites et composées par Allan Clarke, Tony Hicks et Graham Nash.
| 1. | Then the Heartaches Begin     | 2:48 |
| 2. | Stop Right There              | 2:28 |
| 3. | Water on the Brain            | 2:27 |
| 4. | Lullaby to Tim                | 3:04 |
| 5. | Have You Ever Loved Somebody? | 3:04 |
| 6. | You Need Love                 | 2:32 |

| 7.  | Rain on the Window          | 3:16 |
| 8.  | Heading for a Fall          | 2:23 |
| 9.  | Ye Olde Toffee Shoppe       | 2:22 |
| 10. | When Your Light's Turned On | 2:37 |
| 11. | Leave Me                    | 2:30 |
| 12. | The Games We Play           | 2:46 |

## Musiciens
- Allan Clarke : guitare, chant
- Tony Hicks : guitare, banjo, dulcimer, chant
- Graham Nash : guitare, chant
- Bernie Calvert : basse, chant
- Bobby Elliott : batterie

## Classements
| Classement                    | Meilleure position | Semaines de présence |
| ----------------------------- | ------------------ | -------------------- |
| États-Unis (Billboard 200)    | 43                 | 14                   |
| Royaume-Uni (UK Albums Chart) | 13                 | 10                   |